# Леонард Рід
Леонард Едвард Рід (англ. Leonard Edward Read; 26 вересня 1898 — 14 травня 1983) — один з найвідоміших популяризаторів ідей вільної економіки у США, засновник Фонду економічної освіти (FEE) — одного з перших сучасних лібертаріанських закладів подібного типу в США. Він написав 29 книг та численні нариси, серед яких найвідомішим є «Я, Олівець» (1958).

## Ділова кар'єра
Після завершення служби у Авіаційній службі Армії США під час Першої світової війни Рід розпочав продовольчий оптовий бізнес в Ен-Арбор, штат Мічиган, який спочатку був успішним, але згодом згорнувся. Він переїхав до Каліфорнії, де розпочав нову кар'єру у крихітній Торгово-промисловій палаті Бурлінгейму поблизу Сан-Франциско. Рід поступово рухався вгору за ієрархією Торгово-промислової палати Сполучених Штатів, нарешті, ставши генеральним менеджером відділення у Лос-Анджелесі, найбільшого в США у 1939 році.

## Лібертаріанський активізм
У цей період його погляди стають усе більш лібертаріанськими. Мабуть, саме в 1933 році під час зустрічі з Вільямом К. Маллендором (William C. Mullendore), виконавчим віце-президентом «Едісон Південної Каліфорнії» (Southern California Edison), Ред був остаточно переконаний, що Новий курс був абсолютно неефективним і зазнав морального банкрутства. На Ріда також глибоко вплинули релігійні переконання. Його пастор, преподобний Джеймс Фіфілд (James W. Fifield), був священником протестантської Першої конгрегаційної церкви в Лос-Анджелесі (First Congregational Church of Los Angeles), що налічувала 4 тисячі членів, членом правління якого був також Рід. Фіфілд проводив «рух опору» проти «соціального євангелія» Нового курсу, намагаючись переконати міністрів по всій країні прийняти лібертаріанські «духовні ідеали». У період, коли він працював у Торгово-промисловій палаті, Рід також зазнав сильного впливу світських діячів, серед яких Альберт Джей Нок (Albert Jay Nock), а пізніше Айн Ренд та економісти Людвіг фон Мізес та Генрі Гацліт.
У 1945 році Віргіл Джордан (Virgil Jordan), президент Національної індустріальної конференції (National Industrial Conference Board, NICB) в Нью-Йорку, запросив Ріда стати його виконавчим віце-президентом. Згодом Рід зрозумів, що йому доведеться залишити NICB, щоб цілком присвятити час просуванню ідей вільного ринку та обмеженя втручання держави в економіку. У результаті він пішов у відставку.
Один із спонсорів, з яким Рід познайомився за короткий час роботи у NICB, Девід М. Гудрич (David M. Goodrich), заохотив Ріда до створення власної організації. За допомогою Гудріча, а також фінансової допомоги від Фонду Вільяма Волкера та Гарольда Лухноу, Рід і Гацліт у 1946 році заснували Фонд економічної освіти, який, у свою чергу, надихнув Фрідріха Гаєка на формування товариства Мон Пелерін наступного року. Впродовж 40-х років Айн Ренд була важливим радником чи «духом», як її називали, для Ріда.
У 1950 р. Рід приєднався до ради директорів нещодавно заснованого періодичного журналу «Фрімен», журналу про вільний ринок, який був провісником консервативного Національного огляду (National Review), до роботи якого Рід також доклав зусиль. У 1954 р. Рід організував передання журналу до некомерційної організації, що належить FEE. У 1956 році FEE взяла на себе безпосередній контроль над журналом, перетворивши його на некомерційний інструмент пропаганди діяльності фонду.
Рід отримав ступінь почесного доктора (Honorary Doctoral Degree) в Університеті Франциска Марроккіна (Universidad Francisco Marroquín) у Гватемалі у 1976 році. Рід продовжував працювати з FEE до своєї смерті у 1983 році.

## Праці Леонарда Ріда
Рід є автором 29 книг, деякі з яких досі друкуються та продаються Фондом економічної освіти (FEE):
- «Романс реальності» (Нью-Йорк: Dodd, Mead & Co., Inc., 1937)  [Архівовано 1 квітня 2015 у Wayback Machine.]
- Я би натиснув кнопку (Нью-Йорк: Джозеф Д. Макгуайер, 1946)  [Архівовано 1 квітня 2015 у Wayback Machine.]
- Зразок повстання (1948)  [Архівовано 1 квітня 2015 у Wayback Machine.]
- Студенти Свободи (FEE, 1950)  [Архівовано 2 квітня 2015 у Wayback Machine.]
- Погляд на свободу (1951 р.)  [Архівовано 2 квітня 2015 у Wayback Machine.]
- Уряд — ідеальна концепція (FEE, 1954; 2-е видання 1997) ISBN 1-57246-061-X  [Архівовано 2 квітня 2015 у Wayback Machine.]
- «Я, олівець» (FEE, 1958 та 2008 рр.)  [Архівовано 12 січня 2015 у Library of Congress]
- Чому б не спробувати свободу? (FEE, 1958)  [Архівовано 2 квітня 2015 у Wayback Machine.]
- Елементи лібертарського лідерства (FEE, 1962)  [Архівовано 1 квітня 2015 у Wayback Machine.]
- Все, що є мирним: Справа про вільний ринок (FEE, 1964; перероблене видання 1992; 2-е видання 1998) ISBN 1-57246-079-2
- Вільний ринок та його ворог (FEE, 1965)  [Архівовано 2 квітня 2015 у Wayback Machine.]
- Глибше, ніж ти думаєш (FEE, 1967)  [Архівовано 1 квітня 2015 у Wayback Machine.]
- Де криється ця вина? (FEE, 1967)  [Архівовано 2 квітня 2015 у Wayback Machine.]
- Акцент праворуч (FEE, 1968)  [Архівовано 1 квітня 2015 у Wayback Machine.]
- Наступаюча аристократія (FEE, 1969)
- Нехай панує свобода (FEE, 1969)
- Розмова з собою (FEE, 1970)  [Архівовано 2 квітня 2015 у Wayback Machine.]
- Тоді істина вийде (FEE, 1971)
- Звільнити або заморозити це питання (FEE, 1972 р.)
- Замість насильства (FEE, 1973)  [Архівовано 2 квітня 2015 у Wayback Machine.]
- Хто слухає (FEE, 1973)
- Вільний чоловічий альманах (FEE, 1974)
- Маючи свій шлях (FEE, 1974)  [Архівовано 2 квітня 2015 у Wayback Machine.]
- Замки у повітрі (FEE, 1975) ISBN 0-910614-52-0  [Архівовано 22 березня 2015 у Wayback Machine.]
- Любов свободи (FEE, 1975)
- Приходить світанок (FEE, 1976)
- Прокинься заради свободи (FEE, 1977)
- Зір (FEE, 1978)  [Архівовано 2 квітня 2015 у Wayback Machine.]
- Свобода: Спадщина істини (FEE, 1978)  [Архівовано 2 квітня 2015 у Wayback Machine.]
- Шлях Свободи (FEE, 1979)
- Насіння прогресу (FEE, 1980)  [Архівовано 1 квітня 2015 у Wayback Machine.]
- Думки керують світом (FEE, 1981)
- Як ми знаємо (FEE, 1981)
- Шлях до обов'язку (FEE, 1982)  [Архівовано 22 березня 2015 у Wayback Machine.]
- Кліше соціалізму (ЗНО, різні)

## Журнал Леонарда Ріда
Леонард Рід видавав приватний журнал з 1949 по 1978 роки «Leonard Read Journal», усі випуски доступні в архіві від FEE.
- Леонард Е. Рід Leonard Read Journal (FEE, різні)  [Архівовано 7 травня 2020 у Wayback Machine.]